# Bolognai pincs

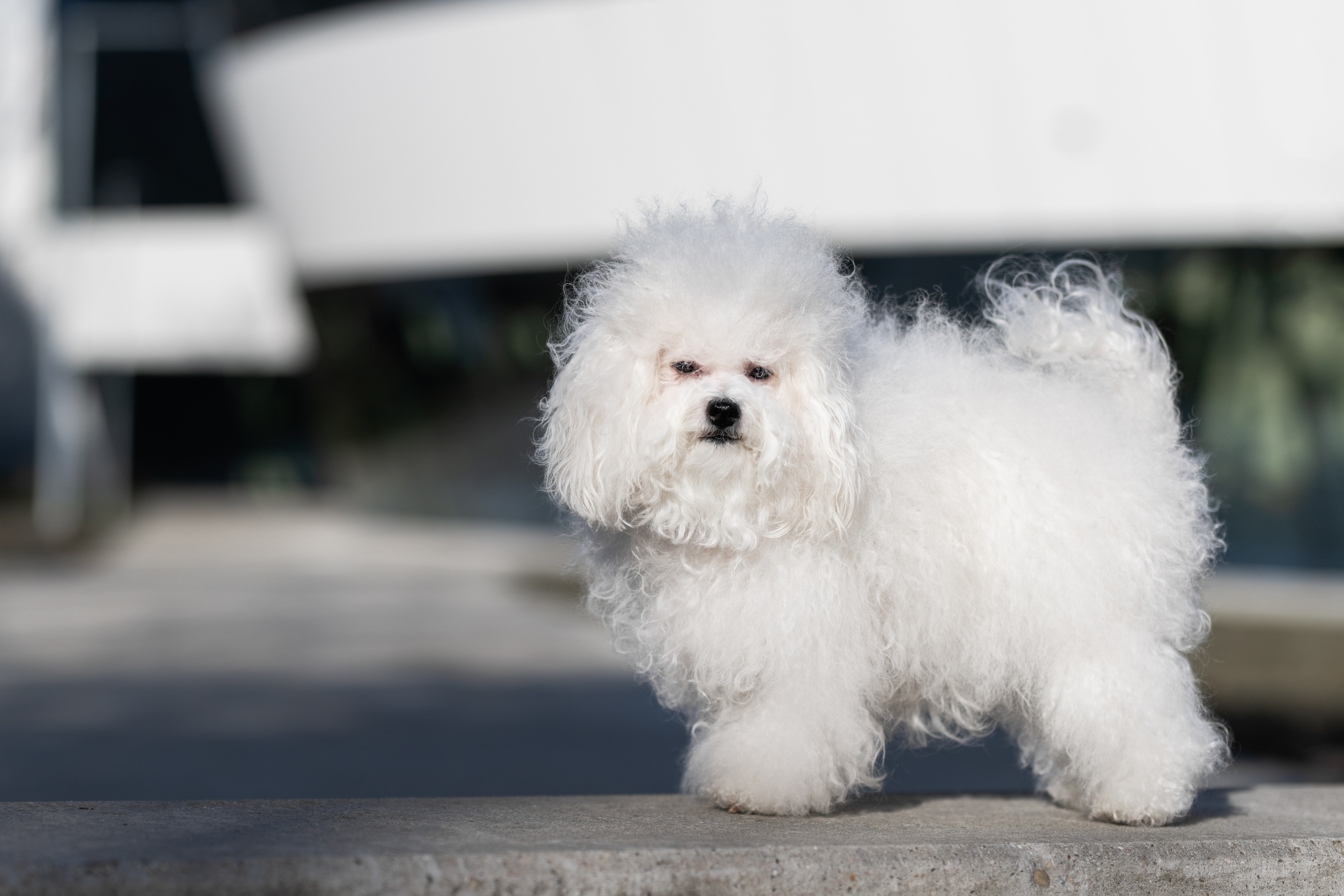

A bolognai pincs, ismertebb nevén Bolognese (ejtsd: bolonyéze), az FCI által elismert olasz kutyafajta, a Bichonok fajtacsoportjába tartozik. Közvetlen rokona többek közt a Maltesének, a Bichon Havanesének és a Bichon frisé-nek is. Hasonlóságuk miatt sokan össze is tévesztik őket. Fontos megjegyezni, hogy a Bolognese fajta neve előtt nem szerepel hivatalosan a Bichon megnevezés.

## Története
A Bolognese fajta a Bichonok, a Földközi – tenger vidékéről származó házikedvenc-fajták családjába tartozik. Nevét is a híres olasz városról, Bolognáról kapta. A reneszánsz korában több híres nemesi család – mint a Mediciek és a Gonzagák – is tenyésztették ezt a fajtát. A kutyusok szépségének, szeretetreméltó és játékos természetének köszönhetően a fajta hamar az arisztokraták kedvencévé vált. Nem is lehetett megvásárolni őket, csak különleges ajándékként lehetett szert tenni rájuk.
Az évek múlásával és a háborúk miatt, hasonlóan sok más kutya fajtához a Bolognese iránti kereslet is jelentősen visszaesett. Az 1980-as évek végén elhivatott olasz tenyésztők felkarolták a maradék állományt és nekik köszönhetően megmenekült a fajta.

## Megjelenése
Marmagasságuk 25-32 centiméter súlyuk 3,5-5 kilogramm. A fejtől a farokig, a hátvonaltól a mancsokig az egész testet hosszú szőr borítja. A szőrzet inkább pelyhes ("fluffy"), tehát nem a testre simuló, hanem tincses, és sosem képez zsinórokat. A felnőtt egyedek szőrének színe minden esetben tiszta fehér, mentes bármely folttól vagy fehér színárnyalattól. A kölyökkutyákon gyakran találhatóak barnás-vöröses foltok, leggyakrabban a füleken, fejen, nyakon és a lapockákon. Ezek a fiatalkori barnás-vöröses foltok az idő előrehaladtával fakulnak, majd felnőttkorra teljesen eltűnnek.
Mérete és kicsit göndör szőrzete miatt sokan összetévesztik a Bolognesét családja más tagjaival. Azonban néhány jellegzetességről megismerhetőek:
Bolognese: 3,5 –5 kg testtömegű, kvadratikus felépítésű kiskutya. Ez azt jelenti, hogy a kutya közel kocka alakú, tehát azonos a magassága a testhosszával. A Bolognese füle puha és a fülkagylója vékony, szinte észrevehetetlenül kanyarodik le a föld felé. A szőr színe tiszta fehér, mentes bármely színes folttól vagy fehér színárnyalattól. A 2016-ban kiadott új Standard szerint minimális krémes színárnyalat elfogadható. Érdekesség, hogy a kölyökkutyák fülén és testén lehetnek barnaszínű foltok, de ezek a kölyökszőr leváltásával kifehérednek.
Maltese: méretben és testsúlyban is kisebb a Bolognesénél. A testfelépítése inkább hosszúkás. (tehát alacsonyabbak a lábai) A szőre egyenesebb és nem ritkán magától képez választékot. Ezen felül a Maltese arca és orrtükre (a fekete orr-rész)  is kisebb mint a Bolognese azonos testrészei.
Bichon frisé: méretben és testfelépítésben nagyon hasonlít a Bologneséhez, bár teste robusztusabb. A fülei láthatóan kiállnak oldalra a fej síkjából. Ha megtapintjuk, a fültöve kemény és maga a fülkagyló is vastagabb mint a Bolognese füle. Faroktöve, farka szintén robusztusabb, mint a Bolognese azonos testrészei.
Bichon Havanese: méretben és testsúlyban is nagyobb mint a Bolognese. A testfelépítése neki is hosszúkás, tehát a lábai rövidebbek. Szőre vastagabb textúrájú és kevésbé göndörödik, inkább csak hullámos. A Havanese több színváltozatban is létezik, míg a Bolognese csak fehér színű lehet.

## Tulajdonságai
Kiegyensúlyozott, barátságos és meglehetősen szorosan kötődik a gazdájához. Idősebb gyerek mellett (min 9-10 éves kortól)  kiválóan tartható. Intelligens fajta – képes elsajátítani az alap engedelmességi kurzus anyagát a kutyaiskolában. Bár képes ugatni, alapjában véve egy csendes fajta.